# Zane
Gli Zane furono una delle più antiche famiglie patrizie di Venezia, annoverati tra i Longhi.

## Storia
Alcuni cronisti li ritengono imparentati con gli Ziani, ma altri li fanno originari di Eraclea, passando di lì a Malamocco e quindi a Venezia nel IX secolo. Qui contribuirono alla fabbricazione della chiesa di Santa Maria Mater Domini. 
Come molte altre famiglie patrizie, la famiglia si divise in più rami distinti dalla parrocchia di residenza: si ebbero così gli Zane di Santa Maria Mater Domini, gli Zane di San Stin e gli Zane di San Paternian.
Gli Zane di San Stin risiedettero in questa parrocchia sin dal Duecento, essendo infatti documentato che Nicolò Zane di San Stin fu eletto nel 1276 Procuratore di San Marco. Nella stessa chiesa edificarono una cappella di famiglia, opera dell'architetto Domenico Rossi.
Tra i membri illustri, spicca un Andrea Zane, detto Andriolo, che difese Treviso dagli Ungheri. Suo era il palazzo posto in riva del Carbon, a San Luca, passato poi ai Corner della Piscopia, e quindi ai Loredan. Nel 1361 vi ospitò la corte del Duca d'Austria giunto in visita a Venezia.
Nel 1628 gli Zane di San Stin ereditarono anche le ricchezze di un ramo dei Giustinian, fra le quali spiccava il teatro San Moisè. Gli Zane amministrarono la struttura per circa un secolo, organizzando peraltro la prima rappresentazione de L'Arianna di Monteverdi (1639). In uno degli edifici di loro proprietà, a San Severo, si trovava lo studio di Baldassarre Longhena, il quale non pagava affitto perché "proto" (ossia capomastro) degli Zane.
In riferimento all'ingente patrimonio della famiglia era stato perfino coniato un modo di dire: con l'haver de ca' Zane si indicava nel Cinquecento una grande ricchezza.
La loro arma riportava una volpe (in veneziano arcaico zana) rampante. 

## Personaggi illustri
- Lorenzo Zane (... – Roma, 1485), vescovo di Treviso e poi di Brescia;
- Paolo Zane (... – Brescia, 1531), nipote del precedente, fu lui pure vescovo di Brescia.
- Matteo Zane (1545 – 1605), politico, diplomatico e patriarca

## Palazzi
- Palazzo Zane Collalto
- Palazzo Zane in Campo Santa Maria Mater Domini